# Nietzsche-Kommentar
Nietzsche-Kommentar, abbreviazione di Historischen und kritischen Kommentar zu Friedrich Nietzsches Werken ("Commento storico-critico alle opere di Friedrich Nietzsche), indicato anche con la sigla NK, è stato un progetto iniziato nel 2008 e terminato nel 2024 nell'ambito del Programma delle Accademie del governo federale e dei land tedeschi. Il progetto ha avuto sede presso l'Accademia delle scienze e lettere di Heidelberg, con la collaborazione del Dipartimento di Filosofia e Germanistica dell'Università Albert Ludwig di Friburgo.

## Finalità
L'obbiettivo del Nietzsche-Kommentar è stato quello di fornire il primo commento completo a tutte le opere di Nietzsche che sono state pubblicate o sono in corso di pubblicazione. Nonostante l'enorme influenza mondiale del pensiero di Nietzsche, non era stato pubblicato alcun commento completo alle sue opere di Nietzsche, ma solo studi relativi a singoli scritti. Il Nietzsche-Kommentar si è proposto di porre rimedio a questa mancanza, analizzando le opere nel loro contesto storico dal punto di vista storico-filosofico.

## Struttura e contenuto
(Nietzsche-Kommentar nel sito dell'Università di Friburgo in Brisgovia)
I volumi di commento hanno seguito l'edizione critica di Giorgio Colli e Mazzino Montinari e sono stati pubblicati dalla Walter de Gruyter di Berlino e Boston:
- Bd. 1/1: Die Geburt der Tragödie, commento a cura di Jochen Schmidt, pubblicato nel 2012 (ISBN 978-3-11-028692-2)
- Bd. 1/2: Unzeitgemässe Betrachtungen I: David Strauss der Bekenner und der Schriftsteller. II: Vom Nutzen und Nachtheil der Historie für das Leben, commento a cura di Barbara Neymeyr, pubblicato nel 2020 (ISBN 978-3-11-028682-3)
- Bd. 1/3: Ueber Wahrheit und Lüge im aussermoralischen Sinne, commento a cura di Sarah Scheibenberger, pubblicato nel 2016 (ISBN 978-3-11-045873-2)
- Bd. 1/4: Unzeitgemässe Betrachtungen III: Schopenhauer als Erzieher. IV: Richard Wagner in Bayreuth, commento a cura di Barbara Neymeyr, pubblicato nel 2020 (ISBN 978-3-11-067789-8)
- Bd. 2/1: Menschliches, Allzumenschliches I, commento a cura di Andreas Urs Sommer, previsto entro il 2025;
- Bd. 2/2: Menschliches, Allzumenschliches II, Vermischte Meinungen und Sprüche, commento a cura di Katharina Grätz, previsto entro il 2025;
- Bd. 2/3: Menschliches, Allzumenschliches II, Der Wanderer und sein Schatten, commento a cura di Sebastian Kaufmann, pubblicato nel 2024;
- Bd. 3/1: Morgenröthe, kommentiert von Jochen Schmidt; Idyllen aus Messina, commento a cura di Sebastian Kaufmann, pubblicato nel 2015 (ISBN 978-3-11-029303-6);
- Bd. 3/2.1 u. 3/2.2: Die fröhliche Wissenschaft, commento a cura di Sebastian Kaufmann, pubblicato nel 2022 (ISBN 978-3-11-029304-3):
- Bd. 4/1: Kommentar zu Nietzsches Also sprach Zarathustra I und II, commento a cura di Grätz, pubblicato nel 2024 (ISBN 978-3-11-029305-0);
- Bd. 4/2: Kommentar zu Nietzsches Also sprach Zarathustra II und IV, commento a cura di Katharina Grätz, pubblicato nel 2024 (ISBN 978-3-11-029306-7);
- Bd. 5/1: Jenseits von Gut und Böse, commento a cura di Andreas Urs Sommer, pubblicato nel 2016 (ISBN 978-3-11-029307-4);
- Bd. 5/2: Zur Genealogie der Moral, commento a cura di Andreas Urs Sommer, pubblicato nel 2019 (ISBN 978-3-11-029308-1);
- Bd. 6/1: Der Fall Wagner. Götzen-Dämmerung, commento a cura di Andreas Urs Sommer, pubblicato nel 2012 (ISBN 978-3-11-028683-0);
- Bd. 6/2: Der Antichrist. Ecce homo. Dionysos-Dithyramben. Nietzsche contra Wagner, commento a cura di Andreas Urs Sommer, pubblicato nel 2013 (ISBN 978-3-11-029277-0)[2].

Al Nietzsche-Kommentar hanno collaborato diversi accademici e assistenti ricercatori. Esso è stato avviato e diretto dal 2008 al 2014 dallo studioso tedesco Jochen Schmidt; dal 2014 il filosofo Andreas Urs Sommer ha diretto il centro di ricerca; gli studiosi di letteratura Katharina Grätz e Sebastian Kaufmann sono stati i responsabili dei sottoprogetti. Il teologo Gerd Theißen ha presieduto la relativa commissione scientifica.

## Ricezione
I volumi sono stati accolti favorevolmente dalla stampa e dagli esperti: 
(Christoph Auffarth, in: Zeitschrift für Religionswissenschaft, vol. 21 (2013), n. 2, pp. 273–279.)
(Humanistischer Pressedienst 15 ottobre 2013)
(Ludger Lütkehaus, Aus dem Geiste der Kritik geboren. Der erste umfassende historische und kritische Nietzsche-Kommentar, in: Neue Zürcher Zeitung, 7 marzo 2013)
(Hermann Josef Schmidt, recensione del vo. 3.1, tomo I, p. 3)
(Jorge Luiz Viesensteiner, Antonio Edmilson Paschoal, recensione del vol. 6/2, in: Nietzsche-Studien 45 (2016), pp. 263–265)

## Open Access
Dal 2023 i volumi sono accessibili in forma Open Access nel sito web dell'editore.